# ㅦ
ㅦは、ハングルを構成する複合終声字母のひとつ。
字母ㄴとㄷを組み合わせて終声に用いたもの。中期朝鮮語に用いられたが、現在では用いられていない。倭語類解では日本語のだ行(/d/)を表すために初声に用いられた。

## 文字コード
| 名称                          | 用途   | コード | HTML実体参照コード | 表示 |
| HANGUL LETTER NIEUN-TIKEUT    | 単体   | U+3166 | &#12646;           | ㅦ   |
| HANGUL CHOSEONG NIEUN-TIKEUT  | 初声用 | U+1115 | &#4373;            | ᄕ   |
| HANGUL JONGSEONG NIEUN-TIKEUT | 終声用 | U+11C6 | &#4550;            | ᇆ     |